# Doye
Doye là một xã trong vùng hành chính Franche-Comté, thuộc tỉnh Jura, quận Lons-le-Saunier, tổng Nozeroy. Tọa độ địa lý của xã là 46° 46' vĩ độ bắc, 06° 00' kinh độ đông. Doye nằm trên độ cao trung bình là 787 mét trên mực nước biển, có điểm thấp nhất là 630 mét và điểm cao nhất là 801 mét. Xã có diện tích 3,56 km², dân số vào thời điểm 1999 là 69 người; mật độ dân số là 19 người/km².

## Thông tin nhân khẩu
| 1962 | 1968 | 1975 | 1982 | 1990 | 1999 |
| ---- | ---- | ---- | ---- | ---- | ---- |
| 85   | 106  | 94   | 87   | 76   | 69   |

## Địa điểm tham quan
Nhà thờ của Doye được xây dựng trong thế kỉ thứ 18 và cải tạo trong thế kỉ thứ 19.